# Parti républicain chinois (1912)
Pour les articles homonymes, voir Parti républicain chinois.

Logo du Parti républicain chinois (1912 - 1913)

Le parti républicain chinois (共和黨, gònghédǎng) est un éphémère parti politique qui existe en Chine de 1912 à 1913.

## Histoire
Le parti est formé le 9 mai 1912 à Shanghai par des groupes politiques qui s'opposent au Tongmenghui, qui deviendra plus tard le Kuomintang (Parti nationaliste), ce qui comprend l'Association du peuple (民社), le Parti de l'Unité, et l'Association progressive nationale (國民共進會). 
L'idéologie du Parti est basée sur Du contrat social de Jean-Jacques Rousseau, et ses buts sont de « défendre les politiques républicaines et de l'Unité afin d'amener le bien-être au peuple ». L'Association du peuple est formée en janvier 1912 avec pour membres Li Yuanhong, Tan Yankai et Wang Zhengting, et principalement des membres de la province du Hubei. L'Association progressive nationale est formée en mars 1912 par des partisans de Yuan Shikai. Le Parti compte pour membres des politiciens qui servaient autrefois dans l'administration Qing et qui soutiennent généralement Yuan Shikai à l'Assemblée nationale.
Le jour de la création du Parti, Zhang Jian devient le président provisoire. Li Yuanhung, Zhang Jian, Zhang Binglin, Wu Tingfang, et Borjigit sont élus comme premiers directeurs (理事). Après que son quartier-général se soit installée à Pékin, Li Yuanhung est élu président à la réunion générale. Le parti républicain tient 40 des 120 sièges du sénat du gouvernement provisoire de Pékin (en).
Le parti devient le second plus grand après les premières élections de l'Assemblée nationale en 1912 derrière le Kuomintang. Les Républicains, le parti de l'Unité, et le parti démocratique (anciennement constitutionnaliste) fusionnent plus tard pour former le parti progressiste dirigé par Liang Qichao afin de contrebalancer la domination du Kuomintang à l'Assemblée nationale.